# Henry J. Heinz

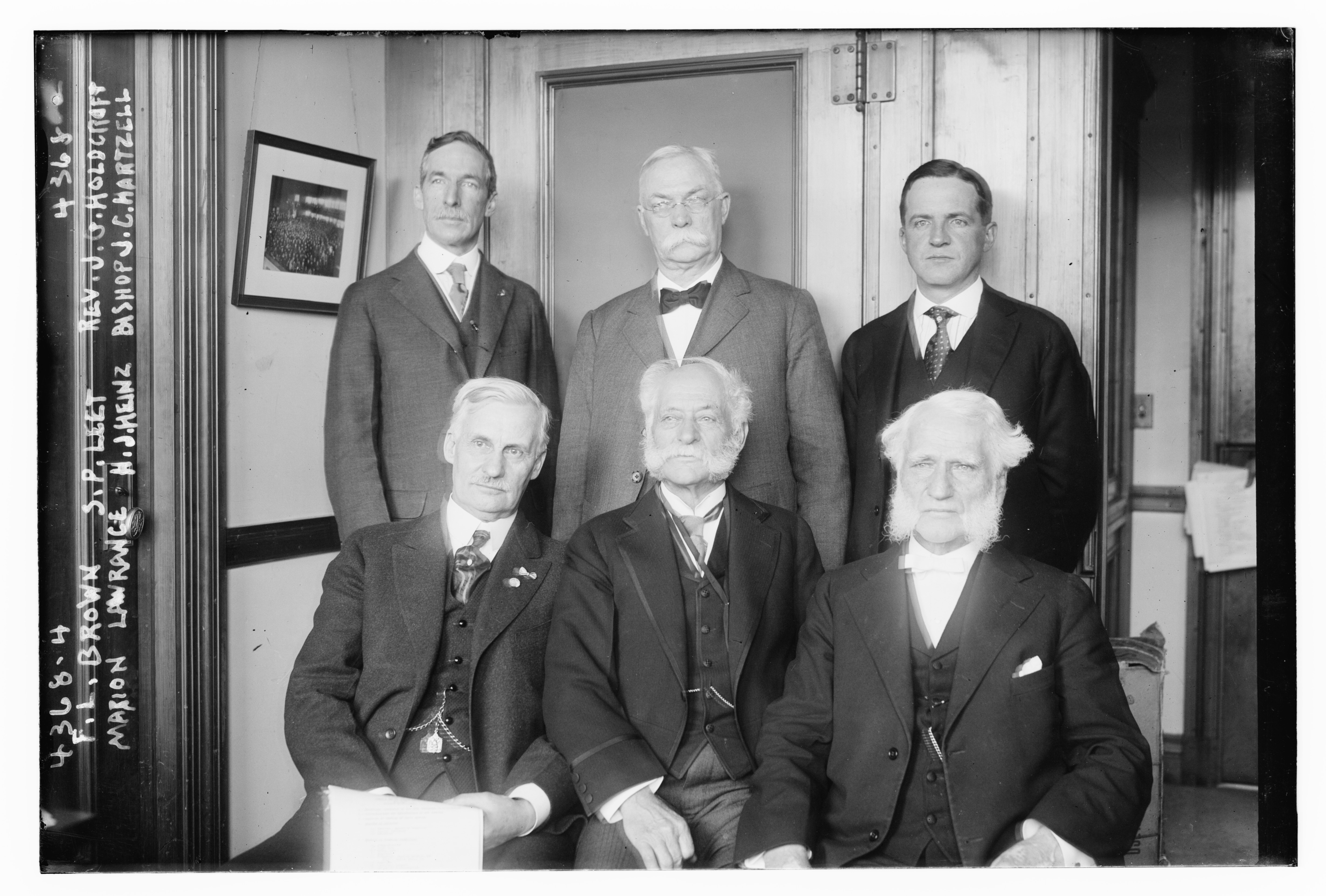
F.L. Brown, S.P. Leet, Reverend J.G. Holdcroft, Marion Lawrence, Henry John Heinz, và Giám mục Joseph Crane Hartzell năm 1917

Henry John Heinz (11 tháng 10 năm 1844 - 14 tháng 5 năm 1919) là một doanh nhân người Mỹ gốc Đức, người đã thành lập Công ty H. J. Heinz có trụ sở tại Pittsburgh, Pennsylvania. Heinz đã phát triển kinh doanh của mình thành một công ty quốc gia sản xuất hơn 60 sản phẩm thực phẩm, một trong những món đầu tiên của nó là sốt cà chua. Ông có ảnh hưởng trong việc giới thiệu các tiêu chuẩn vệ sinh cao cho sản xuất thực phẩm. Ông cũng thực hiện mối quan hệ thân thiết với các công nhân của mình, cung cấp các lợi ích sức khỏe, phương tiện giải trí và tiện nghi văn hóa. Con cháu của ông tiếp tục công việc kinh doanh cho đến hiện tại, bán phần cổ phần còn lại của họ cho công ty tiền nhiệm mà ngày nay là Kraft Heinz. Heinz là ông cố của cựu thượng nghị sĩ Hoa Kỳ H. John Heinz III của Pennsylvania.

## Tiểu sử
Henry John Heinz sinh ra tại Pittsburgh vào ngày 11 tháng 10 năm 1844, con trai của người nhập cư Đức John Henry Heinz (1811-1891), của Kallstadt, Palatinate, Vương quốc Bayern, và Anna Margaretha Schmidt (1822–1899), của Kruspis, Haunetal, Hesse-Kassel.. Cha anh di cư sang Hoa Kỳ ở tuổi 29 vào năm 1840, mẹ anh ở tuổi 21 vào năm 1843. Họ kết hôn ngày 4 tháng 12 năm 1843, tại Birmingham, Pennsylvania, ở phía nam Pittsburgh, nơi họ gặp nhau lần đầu tiên. Anna Schmidt là con gái của một bộ trưởng Luther; John Heinz cũng là Lutheran.
Heinz được nuôi dưỡng và xác nhận là một Lutheran.. Sau này, ông cũng tôn thờ như một thành viên của các nhà thờ Giám lý và Trưởng lão, và cũng làm việc chặt chẽ với Báp-tít.
Thông qua gia đình của cha mình, Henry Heinz là anh em họ thứ hai với Frederick Trump, người đã di cư sang Hoa Kỳ vào năm 1885. Trump là tổ tiên nhập cư và là ông nội của Tổng thống thứ 45 của Hoa Kỳ Donald Trump.